# Gimnazjum im. Konstantego Parczewskiego w Niemenczynie
Gimnazjum im. Konstantego Parczewskiego w Niemenczynie (lit. Nemenčinės Konstanto Parčevskio gimnazija) – polskojęzyczna szkoła średnia w Niemenczynie.
Szkołę w Niemenczynie założono w 1865 roku jako szkołę rosyjskojęzyczną, w której zabraniano mówić po polsku miejscowym Polakom. Pierwszy gmach powstał 12 lat później. Potem placówka zmieniała swoją nazwę. Była progimnazjum im. Józefa Piłsudskiego i szkołą średnią nr 1. Od 1919 nauczano po polsku. W 1936 powstał nowy drewniany budynek szkoły w ramach akcji 100 szkół na Kresach Wschodnich. Od 1947 nauczanie znów prowadzone było po rosyjsku. Po protestach rodziców w 1951 pozwolono jednak na naukę w języku polskim obok języka rosyjskiego. Szkoła otrzymała status gimnazjum w 2005 jako pierwsza szkoła w rejonie wileńskim a jej patronem został także w tym roku Konstanty Parczewski. 
Szkoła znajduje się w trzech budynkach przy ulicy Adama Mickiewicza 20. Uczęszcza do niej 525 uczniów a naucza 65 pedagogów. Dyrektorem jest Tadeusz Grygorowicz.
W 2017 r. w kompleksie szkolnym powstało boisko sportowe, zaś w 2019 r. wyremontowano główny budynek gimnazjum. W 2024 zdecydowano o budowie nowego budynku, w którym znajdą się sale koncertowe. 

## Znani absolwenci
- Robert Duchniewicz[4]
- Artur Ludkowski[5]